# Liubo
Liubo er et gammelt kinesisk brætspil, som spilles af to spillere. Spillet kendes udelukkende fra arkæologiske fund, og reglerne menes at have omfattet seks brikker, der blev flyttet rundt på bestemte punkter på et kvadratisk bræt, som havde et specielt, symmetrisk mønster. Brikkernes flytning blev afgjort ved kast med seks pinde, der havde samme funktion, som terninger har i andre spil.
Spillet menes i hvert fald at stamme tilbage til midten af det første årtusind f.Kr. og var meget populært under Han-dynastiet (202 f.Kr. - 220 e.Kr.). Efter dette dynastis fald mistede liubo hurtigt sin popularitet og blev i praksis glemt. De seneste år er kendskabet til spillet ved at blive genskabt via forskellige arkæologiske fund af henholdsvis spil og tilbehør i gamle grave samt forskellige afbildninger af spilsituationer.